# Памятник Кузебаю Герду
Памятник Кузебаю Герду, удмуртскому поэту, прозаику, драматургу, национальному и общественному деятелю, установлен в Ижевске на улице Коммунаров рядом с Национальным музеем Удмуртской Республики.

## История
В 2004 году состоялся IV Всемирный конгресс финно-угорских народов. 26 июля 2004 года на пресс-конференции в Государственном Совете Удмуртии было объявлено о сборе пожертвований на памятник Кузебаю Герду в Ижевске. Через год вышло Постановление № 732-Р Правительства Удмуртской Республики от 25 июля 2005 года «О сооружении памятника Кузебаю Герду в городе Ижевске» на улице Коммунаров. Установка памятника была приурочена к празднованию 85-летия удмуртской государственности. Авторами памятника стали скульпторы Анатолий Егорович Аникин, который также изготовил мемориальную доску Кузебаю Герду, и Виталий Петрович Яковицкий. Они выбрали образ Кузебая Герда не героическим и не трагическим, а поэтическим: бронзовая скульптура изображает поэта сидящим на большом постаменте из яшмы.
Памятник был торжественно открыт 2 ноября 2005 г. На церемонии открытия присутствовали президент Удмуртской Республики Волков А. А., а также председатель Государственного Совета Удмуртии Семёнов И. Н. и Председатель Правительства Удмуртской Республики Питкевич Ю. С.